# Suzy Wouters
Suzy Wouters (nascida a 5 de março de 1968 em Leuven) é uma política nacionalista belga-flamenga do partido Vlaams Belang.
Desde janeiro de 2019 é conselheira em Scherpenheuvel-Zichem pelo Vlaams Belang. Alguns meses depois, nas eleições flamengas de 26 de maio de 2019, ela também tornou-se membro do Parlamento Flamengo pelo círculo eleitoral de Brabante Flamengo.